# Единый Джавахк
«Единый Джавахк» (з.-арм. Միացեալ Ջաւախք/Ճաւախք, в совр. орф: Միացյալ Ջավախ/Ճավախք) — общественно-политическое движение в Грузии, представляющее интересы армянского населения. Руководитель организации — Ваагн Чахалян. Движение, действующее в Самцхе-Джавахети, выступает с критикой в адрес грузинских властей, обвиняя их в дискриминации армян.
Впервые «Единый Джавахк» появился на арене 13 марта 2005 года, когда он организовал митинг в Ахалкалаки в знак протеста против планов грузинского правительства вывести из Ахалкалаки российскую военную базу, которая являлась краеугольным камнем местной экономики и воспринималась местным населением как гарантия против возможной турецкой агрессии. Подобный митинг был проведен также и 31 марта, оба события привлекли несколько тысяч протестантов.
20 июля 2008 года грузинские полицейские ворвались в дом руководителя Ваагна Чахаляна, арестовав его самого, его отца и брата. Как сообщало агентство REGNUM, по свидетельству соседей, ворвавшиеся спецназовцы открыто принесли с собой боеприпасы, чтобы обвинить Чахаляна их владельцем. Обыски были проведены в офисе организации, где, по словам полиции, также были найдены боеприпасы. Чахаляну были предъявлены обвинения по пяти статьям уголовного кодекса. 3 декабря Чахаляну были предъявлены новые обвинения с переносом суда на неопределённый срок..